# Söderby-Karl
Söderby-Karl est une localité de Suède dans la commune de Norrtälje située dans le comté de Stockholm.
Sa population était de 278 habitants en 2019.